# Rofiac de Sant Flor
|  | No s'ha de confondre amb Rofiac. |

Roffiac és un municipi francès situat al departament de Cantal i a la regió d'Alvèrnia-Roine-Alps. L'any 2007 tenia 577 habitants.

## Demografia

### Població
El 2007 la població de fet de Roffiac era de 577 persones. Hi havia 222 famílies de les quals 56 eren unipersonals (20 homes vivint sols i 36 dones vivint soles), 61 parelles sense fills, 93 parelles amb fills i 12 famílies monoparentals amb fills.
La població d'habitants censats ha evolucionat segons el següent gràfic:

### Habitatges

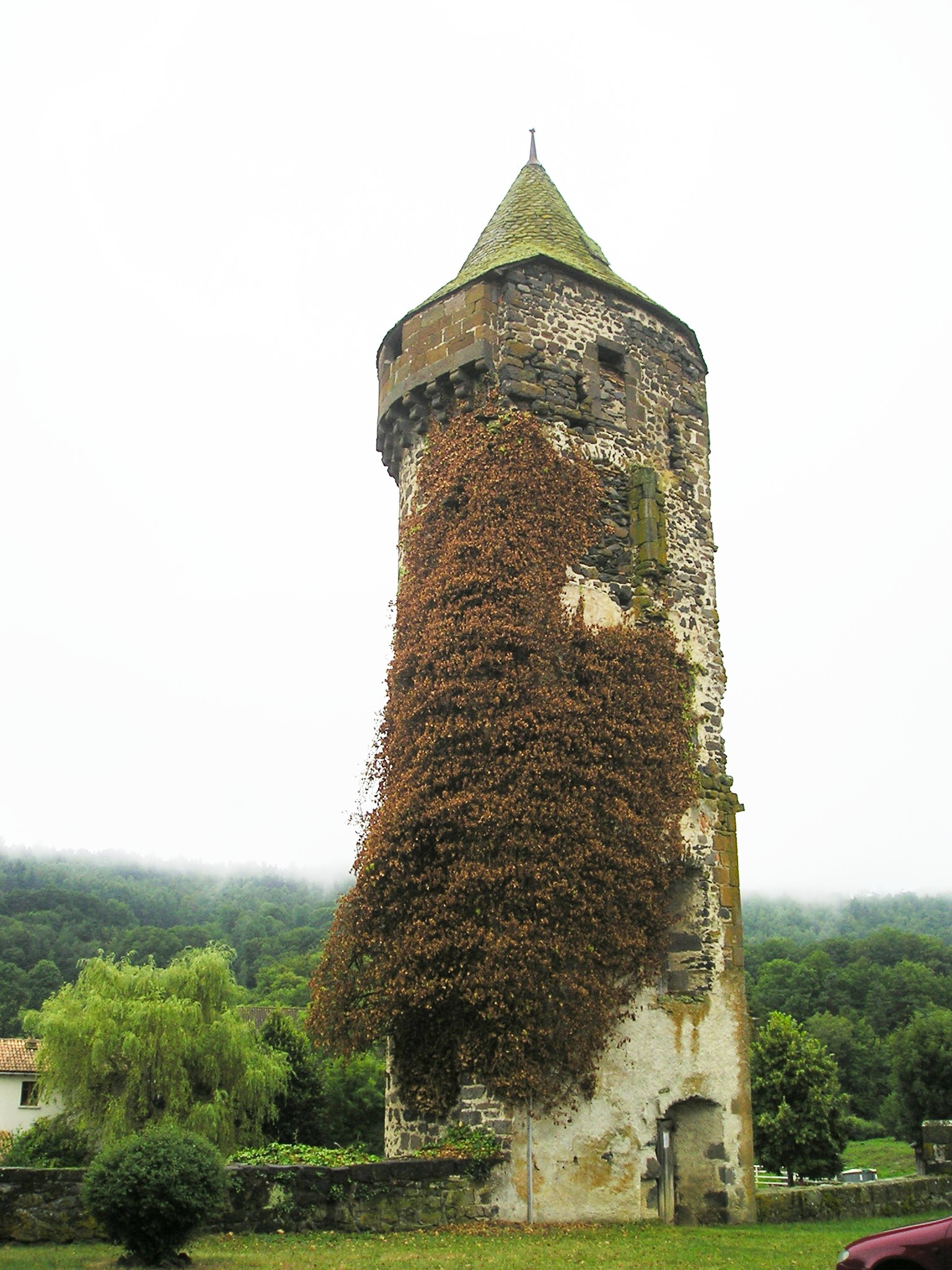
Castell de Roffiac

El 2007 hi havia 266 habitatges, 231 eren l'habitatge principal de la família, 19 eren segones residències i 15 estaven desocupats. 238 eren cases i 28 eren apartaments. Dels 231 habitatges principals, 188 estaven ocupats pels seus propietaris, 39 estaven llogats i ocupats pels llogaters i 4 estaven cedits a títol gratuït; 1 tenia una cambra, 12 en tenien dues, 35 en tenien tres, 62 en tenien quatre i 121 en tenien cinc o més. 175 habitatges disposaven pel capbaix d'una plaça de pàrquing. A 86 habitatges hi havia un automòbil i a 127 n'hi havia dos o més.

### Piràmide de població
La piràmide de població per edats i sexe el 2009 era:
| Homes | Edats   | Dones |
| ----- | ------- | ----- |
| 4     | 95 o +  | 0     |
| 0     | 90 a 94 | 0     |
| 4     | 85 a 89 | 20    |
| 4     | 80 a 84 | 0     |
| 8     | 75 a 79 | 12    |
| 0     | 70 a 74 | 8     |
| 16    | 65 a 69 | 8     |
| 4     | 60 a 64 | 16    |
| 16    | 55 a 59 | 12    |
| 24    | 50 a 54 | 32    |
| 24    | 45 a 49 | 20    |
| 28    | 40 a 44 | 24    |
| 24    | 35 a 39 | 16    |
| 20    | 30 a 34 | 16    |
| 32    | 25 a 29 | 32    |
| 16    | 20 a 24 | 24    |
| 12    | 15 a 19 | 4     |
| 8     | 10 a 14 | 24    |
| 16    | 5 a 9   | 12    |
| 8     | 0 a 4   | 24    |

## Economia

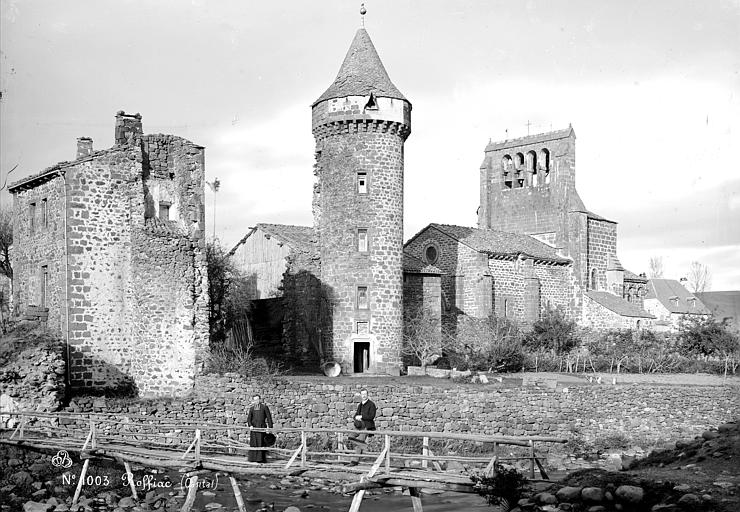
Església i torre

El 2007 la població en edat de treballar era de 380 persones, 316 eren actives i 64 eren inactives. De les 316 persones actives 293 estaven ocupades (163 homes i 130 dones) i 22 estaven aturades (7 homes i 15 dones). De les 64 persones inactives 23 estaven jubilades, 20 estaven estudiant i 21 estaven classificades com a «altres inactius».

### Ingressos
El 2009 a Roffiac hi havia 237 unitats fiscals que integraven 588 persones, la mediana anual d'ingressos fiscals per persona era de 17.418 €.

### Activitats econòmiques
Dels 20 establiments que hi havia el 2007, 4 eren d'empreses de construcció, 10 d'empreses de comerç i reparació d'automòbils, 1 d'una empresa de transport, 4 d'empreses d'hostatgeria i restauració i 1 d'una empresa d'informació i comunicació.
Dels 7 establiments de servei als particulars que hi havia el 2009, 1 era un paleta, 1 fusteria, 2 lampisteries i 3 restaurants.
Dels 3 establiments comercials que hi havia el 2009, 1 era una gran superfície de material de bricolatge, 1 una carnisseria i 1 una botiga de congelats.
L'any 2000 a Roffiac hi havia 28 explotacions agrícoles que ocupaven un total de 1.550 hectàrees.

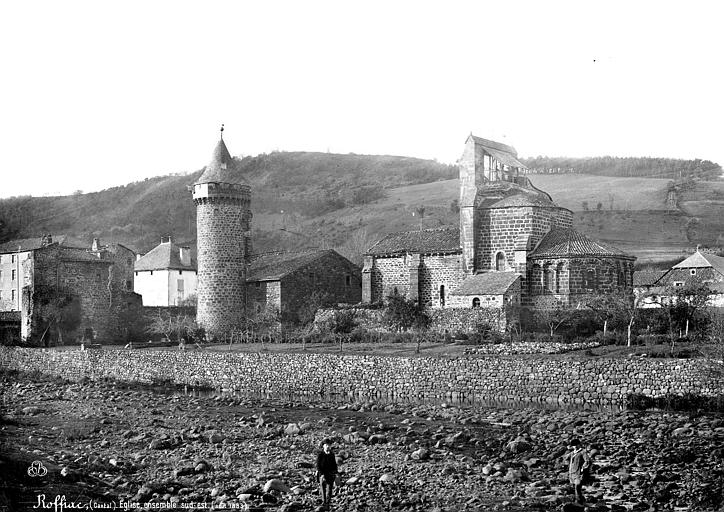
Església de Sant Gal

## Equipaments sanitaris i escolars
El 2009 hi havia una escola elemental integrada dins d'un grup escolar amb les comunes properes formant una escola dispersa.

## Poblacions properes
El següent diagrama mostra les poblacions més properes.